# Stolberg (Rheinl) Hauptbahnhof
Stolberg (Rheinl) Hauptbahnhof is het centraal station of hoofdstation van de Duitse stad Stolberg. Het station ligt aan de lijnen Keulen – Aken, spoorlijn 48 (Stolberg – Sankt-Vith), Stolberg – Herzogenrath en Stolberg – Hochneukirch.

## Treinverbindingen
| Serie      | Treinsoort                          | Route | Bijzonderheden                                                                                          |
| ---------- | ----------------------------------- | --- | --- |
| RE 1 (RRX) | Regional-Express (National Express) | Aachen Hbf – Stolberg (Rheinl) Hbf – Eschweiler Hbf – Düren – Köln Hbf – Düsseldorf Hbf – Duisburg Hbf – Essen Hbf – Dortmund Hbf – Hamm (Westf)                           | NRW-Express                                                                                             |
| RE 9       | Regional-Express (DB Regio NRW)     | Aachen Hbf – Stolberg (Rheinl) Hbf – Eschweiler Hbf – Düren – Köln Hbf – Siegburg/Bonn – Hennef (Sieg) – Eitorf – Siegen                                                   | Rhein-Sieg-Express                                                                                      |
| RB 20      | Regionalbahn (DB Regio NRW)         | Stolberg (Rheinl) Hbf – Eschweiler-St. Jöris – Alsdorf-Annapark – Herzogenrath – Aachen Hbf – Stolberg (Rheinl) Hbf – [ Stolberg Altstadt ] / [ Langerwehe – Düren ]       | |
| S 19       | S-Bahn (DB Regio NRW)               | (Aachen Hbf – Stolberg (Rheinl) Hbf – ) Düren – Horrem – Köln-Ehrenfeld – Köln Hbf – Köln/Bonn Luchthaven – Troisdorf – Siegburg/Bonn – Hennef (Sieg) – Eitorf – Au (Sieg) | Rijdt alleen twee keer per nacht tussen Aachen Hbf en Düren. Dienstregeling S19 geldig vanaf 10-12-2023 |

0.0: Köln Hbf ·
0.8: Köln Hansaring ·
3.7: Köln-Ehrenfeld ·
5.9: Köln-Müngersdorf Technologiepark ·
9.7: Lövenich ·
11.1: Köln-Weiden West ·
13.8: Frechen-Königsdorf ·
18.7: Horrem ·
21.4: Sindorf ·
30.3: Buir ·
35.0: Merzenich ·
39.2: Düren ·
48.9: Langerwehe ·
56.9: Eschweiler Hbf ·
60.3: Stolberg (Rheinl) Hbf ·
64.9: Eilendorf ·
68.2: Aachen-Rothe Erde ·
70.2: Aachen Hbf
0,0: Stolberg (Rheinl) Hbf ·
1,1: Stolberg-Schneidmühle ·
2,5: Stolberg Mühlener Bahnhof ·
3,2: Stolberg-Rathaus ·
3,7: Stolberg Altstadt ·
8,9: Breinig ·
13,2: Walheim
Langerwehe
47,9: Eschweiler-Weisweiler ·
50,2: Eschweiler-Nothberg ·
52,4: Eschweiler Talbahnhof ·
53,3: Eschweiler-West ·
55,7: Eschweiler-Aue ·
57,7: Stolberg (Rheinl) Hbf
0.0: Stolberg (Rheinl) Hbf ·
5,6: Merzbrück (gepland) ·
6,8: Eschweiler-St. Jöris ·
8,9: Hoengen-Begau ·
9,5: Alsdorf Poststraße ·
10,3: Alsdorf-Mariadorf ·
10,9: Mariagrube ·
11,5: Alsdorf-Kellersberg ·
12,7: Alsdorf ·
12,9: Alsdorf-Annapark ·
13,1: Alsdorf Grubenbahnhof ·
14,0: Wilhelmschacht ·
14,2: Alsdorf-Busch ·
15,0: Nordstern ·
15,2: Merkstein ·
16,3: Herzogenrath August-Schmidt-Platz ·
17,7: Herzogenrath-Alt-Merkstein ·
19,7: Herzogenrath
0,0: Stolberg (Rheinl) Hbf ·
1,1: Stolberg-Schneidmühle ·
2,5: Stolberg Mühlener Bahnhof ·
3,2: Stolberg-Rathaus ·
3,7: Stolberg Altstadt ·
3,8: Stolberg Hammer ·
8,9: Breinig ·
11,7: Hahn ·
13,2: Walheim ·
14,6: Schmithof ·
0,7: Raeren ·
11,7: Roetgen ·
18,2: Roetgen-Süd ·
20,6: Lammersdorf ·
24,2: Konzen ·
28,8: Monschau ·
35,8: Kalterherberg ·
42,8: Sourbrodt ·
Robertville ·
48,1: Nidrum ·
50,1: Weywertz ·
52,8: Faymonville ·
55,3: Waimes ·
58,2: Ondenval ·
62,0: Montenau ·
65,5: Born ·
72,4: Sankt Vith